# Nordica (Fluggesellschaft)
Nordica war der Markenname der Nordic Aviation Group AS. Das Unternehmen war eine estnische Fluggesellschaft mit Sitz in Tallinn. Ihr Flugbetrieb wurde von der Konzerntochter Xfly durchgeführt. Seit August 2021 führte die Airline auch eigene Flüge durch.

## Geschichte

### Virtuelle Fluggesellschaft
Das Unternehmen wurde im Herbst 2015 mit staatlicher Unterstützung infolge der Betriebseinstellung von Estonian Air unter dem Namen Nordic Aviation gegründet. Weil die Gesellschaft kein Air Operator Certificate (AOC) besaß, arbeitete sie anfangs eng mit der slowenischen Adria Airways zusammen. Die Betriebsaufnahme erfolgte am 8. November 2015, wobei die Flüge von Adria Airways, später auch von bmi regional, Trade Air, NextJet und Carpatair im Wetlease durchgeführt wurden.
Parallel dazu gründete Nordic Aviation ein Tochterunternehmen namens Regional Jet (heute Xfly). Diese Tochtergesellschaft übernahm im Januar 2016 mit einer geleasten Bombardier CRJ700 ihr erstes Flugzeug. Im Zuge einer Umstrukturierung der Unternehmensgruppe entstand im Frühjahr 2016 die Holding Nordic Aviation Group, die Eigentümerin der virtuellen Gesellschaften Regional Jet und Nordic Aviation ist. Letztere wurde, zur Unterscheidung von der neuen Konzernmutter, am 1. April 2016 in Nordica umbenannt. Dabei wurde auch eine neue Corporate Identity für das virtuelle Unternehmen entwickelt. Das Firmenlogo zeigt eine Libelle, die u. a. auch auf dem Seitenleitwerk der Flugzeuge zu sehen ist.
Nordica nutzt seitdem überwiegend Maschinen ihrer Schwesterfluggesellschaft Regional Jet zur Durchführung ihres Betriebs. Sie mietet aber weiterhin auch Flugzeuge anderer Unternehmen im Wetlease an.
Ende Juni 2019 gab das Unternehmen bekannt, dass es die eigenen angebotenen Flüge zum 26. Oktober desselben Jahres einstellen werde. Als Grund verwies Nordica auf den Wettbewerb mit anderen Fluggesellschaften, der einen profitablen Betrieb unmöglich mache.
Am 31. Dezember 2020 übernahm Nordica den Anteil von LOT an Xfly und besitzt nun 100 % an der Fluggesellschaft.

### Fluggesellschaft mit AOC
Im Jahr 2021 erteilte die estnische Transportagentur das Air Operator Certificate (AOC) für Nordica.
Von August 2021 bis Oktober 2023 bot Nordica auch eigene Flüge an. Als erstes wurde die Strecke Gällivare – Arvidjaur – Stockholm (Arlanda) bedient.

### Versuchte Privatisierung und Insolvenz
Seit September 2023 versuchte die estnische Regierung, die Nordic Aviation Group zu privatisieren. Trotz fortgeschrittener Gespräche mit dem potenziellen Investor Lars Thuesen, informierte dieser am 18. November die Nordic Aviation Group über die Absicht, die Privatisierung aufgrund übermäßiger Risiken nicht durchzuführen. Daraufhin wurde beschlossen, den Betrieb der Fluggesellschaft einzustellen und Insolvenz anzumelden.

## Flugziele
Nordica bediente bis zum 26. Oktober 2019 von Tallinn hauptsächlich Ziele in Nordeuropa. Im Dezember 2021 flog die Nordica von Tallinn nach Stockholm, und dann von Stockholm weiter nach Gällivare und Arvidsjaur.

## Flotte

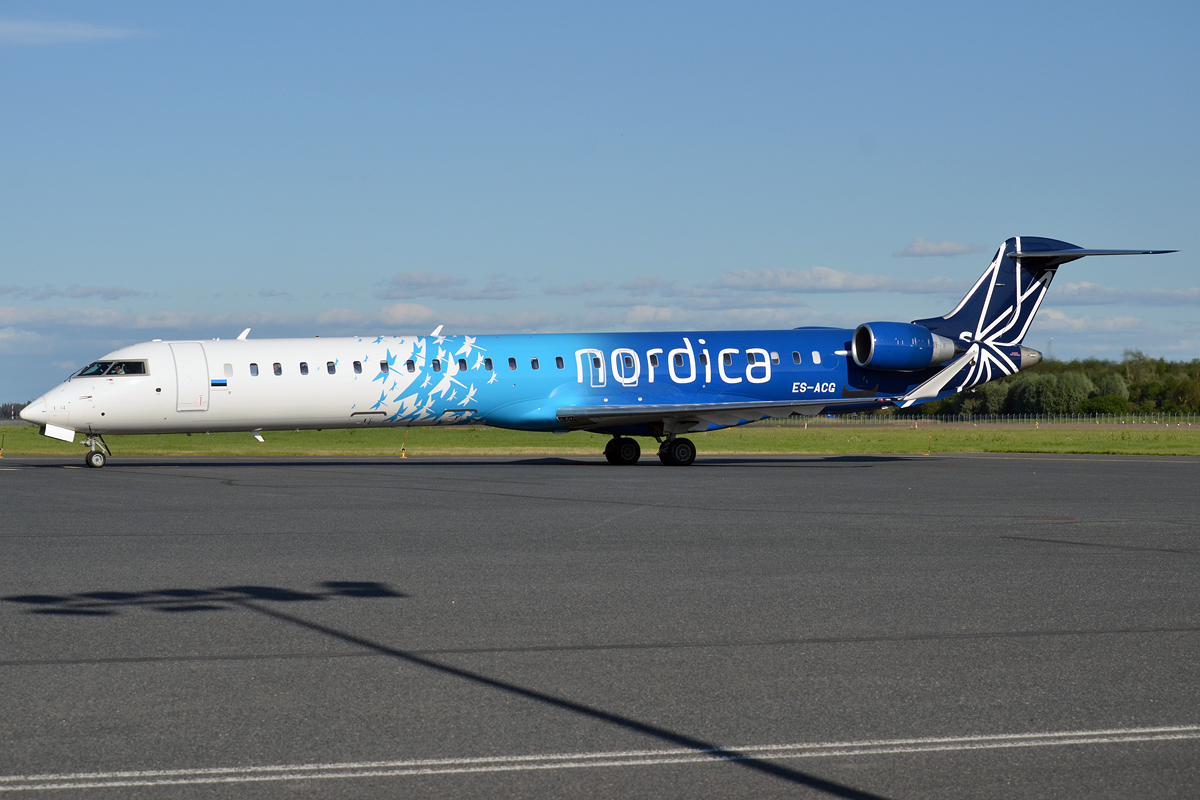
Gemietete Bombardier CRJ900 in Farben der Nordica

### Aktuelle Flotte
Mit Stand Oktober 2024 bestand die Flotte der Nordica aus einem Flugzeug mit einem Durchschnittsalter von 14,4 Jahren:
| Flugzeugtyp     | Anzahl | bestellt | Anmerkungen                  | Sitzplätze |
| --------------- | ------ | -------- | ---------------------------- | ---------- |
| Airbus A320-200 | 1      |          | betrieben für Bamboo Airways | 180        |
| Gesamt          | 1      | -        |                              |            |

### Ehemalige Flugzeugtypen
- ATR 72
- Airbus A320neo
- Bombardier CRJ700
- Bombardier CRJ900